# Johann Dietrich (Orgelbauer)
Johann Dietrich (* 1716; † 1758) war ein deutscher Orgelbauer und Mechanicus, der in der Mitte des 18. Jahrhunderts seine Orgelwerkstatt in Merseburg hatte. 

## Leben
Johann Dietrich erlernte den Orgelbau bei Johann Ernst Hähnel. Als er 1742 in Merseburg statt des Hinterwerks ein Rückpositiv bauen sollte, wurde Zacharias Hildebrandt um ein Gutachten über Dietrichs Dispositionsentwurf gebeten.
Im Vorfeld des Orgelbaus in Gollma (1743) verteidigte der Gollmaer Pfarrer Dietrich gegenüber Stimmen, die ihn als „Tischler“ diskreditieren wollten: „Es ist anden, daß sich einer von Merseburg, er sey nun ein Tischler, welches mir nicht bekannt, oder ein orgel-Bauer, der es ex professo gelernet, wofür er sich ausgiebt, zur Erbauung der Gollmischen Kirchen-Orgel gemeldet … hat.“ Dietrich erhielt den Auftrag und bestätigte eine Anzahlung nach sechs Tagen. Bei Abnahme der Orgel wurde festgestellt, dass mehr Register als vereinbart aus Holz statt aus Zinn angefertigt waren.
Am 15. August 1753 beschwerte sich Dietrich beim Konsistorium Merseburg darüber, dass man dort aufgrund der „böslicher weise“ erfolgten Kritik an der Orgel in Oberbeuna „alle in hiesigem Stifte vorgefallene Orgelbaue mit vielen Kosten derer Kirchen auswärtigen Orgelbauern zuüberlaßen, mir aber, da ich alhier gegenwärtig, von meiner Profession Steuern und Gaben entrichten muß, und in die Länge der Zeit mit Weib und Kindern schwerlich subsistiren kan, zu entziehen“. Das Konsistorium stellte daraufhin Dietrich frei, seine Orgeln in Oberbeuna und Ermlitz durch Sachverständige auf eigene Kosten besichtigen zu lassen und deren Berichte dem Amt vorlegen zu lassen, was allerdings nicht erfolgte.
Sein Sohn J. C. Dietrich war ab 1775 in der Kirche Schkeitbar Pfarrer und nahm 1788 beim Orgelneubau durch Johann Gottfried Krug entscheidenden Einfluss auf die Disposition.

## Nachgewiesene Werke
| Jahr      | Ort             | Kirche     | Bild | Manuale | Register | Bemerkungen |
| --------- | --------------- | ---------- | ---- | ------- | -------- | --- |
|           | Ermlitz         | Kirche     |      |         |          | |
| 1742      | Merseburg       | St. Maximi |      |         |          | Anschlag zum Umbau der Orgel |
| 1743      | Gollma          | Kirche     |      |         |          | |
| 1745      | Kleinkorbetha   | Kirche     |      |         |          | Wurde 1800 durch eine Orgel von Trampeli ersetzt.                                                                                          |
| 1746–1747 | Oberbeuna       | Kirche     |      |         |          | 1751 stellte der Pfarrer fest, dass „die Disposition schlecht, und das gantze Werck nicht zum besten gerathen“ sei.                        |
| 1751      | Kreypau         | Kirche     |      |         |          | Anschlag für den Bau einer Orgel. Aufgrund der schlechten Einschätzung der Orgel in Oberbeuna erhielt Dietrich nicht den Zuschlag zum Bau. |
| 1756–1757 | Delitz am Berge | Kirche     |      |         |          | |